# Bahnstrecke Langeland–Kreiensen
| Streckennummer (DB): | 2974 (Langeland–Holzminden) 1940 (Holzminden–Kreiensen) |                                                    |                                                    |
| Kursbuchstrecke (DB): | 403 175 (1934) 199 (1946)                               |                                                    |                                                    |
| Streckenlänge: | 93,5 km                                                 |                                                    |                                                    |
| Spurweite: | 1435 mm (Normalspur)                                    |                                                    |                                                    |
| Streckenklasse: | D4                                                      |                                                    |                                                    |
| Streckengeschwindigkeit: | 110 km/h                                                |                                                    |                                                    |
| Zugbeeinflussung: | PZB                                                     |                                                    |                                                    |
| Zweigleisigkeit: | Langeland–Ottbergen Stadtoldendorf–Vorwohle             |                                                    |                                                    |
| |                                                         |                                                    |                                                    |
| \| \| \| von Altenbeken \| \| \| \| 3,5 \| Langeland ⊙ \| Langeland ⊙ \| \| \| \| nach Hannover Hbf \| \| \| \| 5,9 \| Reelsen ⊙ \| Reelsen ⊙ \| \| \| \| Reelsener Tunnel (246 m) ⊙ \| \| \| \| 9,9 \| Bad Driburg (Westf) ⊙ \| Bad Driburg (Westf) ⊙ \| \| \| 14,6 \| Herste (Awanst, ehem. Bf) ⊙ \| Herste (Awanst, ehem. Bf) ⊙ \| \| \| 20,7 \| Bundesstraße 252 \| Bundesstraße 252 \| \| \| 21,7 \| Brakel (Kr Höxter) (Awanst) \| Brakel (Kr Höxter) (Awanst) \| \| \| 21,9 \| Brakel (ehem. Bf) ⊙ \| Brakel (ehem. Bf) ⊙ \| \| \| 26,1 \| Hembsen ⊙ \| Hembsen ⊙ \| \| \| 31,9 \| Höxter-Ottbergen ⊙ \| Höxter-Ottbergen ⊙ \| \| \| \| nach Northeim (Han) (Sollingbahn) \| \| \| \| 34,3 \| Amelunxen West ⊙ \| Amelunxen West ⊙ \| \| \| 36,3 \| Höxter-Godelheim ⊙ \| Höxter-Godelheim ⊙ \| \| \| 40,8 \| Höxter Rathaus ⊙ \| Höxter Rathaus ⊙ \| \| \| \| ehem. Höxtersche Kleinbahn ⊙ \| \| \| \| 41,9 \| Höxter ⊙ \| Höxter ⊙ \| \| \| 43,0 \| Höxter-Corvey ⊙, vrsl. ab 2036[1] \| Höxter-Corvey ⊙, vrsl. ab 2036[1] \| \| \| \| Weser ⊙Eisenbahnbrücke Höxter \| \| \| \| 45,1 \| Höxter-Lüchtringen ⊙ \| Höxter-Lüchtringen ⊙ \| \| \| \| Landesgrenze Nordrhein-Westfalen – Niedersachsen ⊙ \| \| \| \| \| von Scherfede \| \| \| \| \| Anschluss Hafenbahn \| \| \| \| 48,9 150,5 \| Holzminden \| Holzminden \| \| \| 147,0 \| Allersheim (Bk) \| Allersheim (Bk) \| \| \| 145,1 \| Bevern (Bk) \| Bevern (Bk) \| \| \| 142,1 \| Lobach (Bk) \| Lobach (Bk) \| \| \| 139,2 \| Deensen-Arholzen (SPNV bis 1987) \| Deensen-Arholzen (SPNV bis 1987) \| \| \| 135,6 \| Stadtoldendorf \| Stadtoldendorf \| \| \| 131,7 \| Lenne (Bk) \| Lenne (Bk) \| \| \| \| von Emmerthal \| \| \| \| 128,6 \| Vorwohle (Üst, ehem. Bf) \| Vorwohle (Üst, ehem. Bf) \| \| \| 124,7 \| Mainzholzen (Bk) \| Mainzholzen (Bk) \| \| \| 121,1 \| Wenzen \| Wenzen \| \| \| 115,3 \| Naensen (SPNV bis 1976) \| Naensen (SPNV bis 1976) \| \| \| \| Naenser Tunnel (884 m) \| \| \| \| 112,5 \| Bruchhof (Bk) \| Bruchhof (Bk) \| \| \| \| Luhetal-Viadukt \| \| \| \| 110,4 \| Greene \| Greene \| \| \| \| Ippenser Tunnel (205 m) \| \| \| \| 108,4 \| Ippensen (Bk) \| Ippensen (Bk) \| \| \| \| Leine \| \| \| \| \| Hannöversche Südbahn von Göttingen \| \| \| \| 105,9 \| Kreiensen ⊙ \| Kreiensen ⊙ \| \| \| \| Hannöversche Südbahn nach Hannover \| \| \| \| \| nach Börßum \| \| \| \| \| \| \| \| Quellen: [2][3][4] \| \| \| \| |                                                         |                                                    |                                                    |
| Strecke |                                                         | von Altenbeken                                     | von Altenbeken                                     |
| Dienststation / Betriebs- oder Güterbahnhof | 3,5                                                     | Langeland ⊙                                        | Langeland ⊙                                        |
| Abzweig geradeaus und nach links |                                                         | nach Hannover Hbf                                  | nach Hannover Hbf                                  |
| ehemaliger Haltepunkt / Haltestelle | 5,9                                                     | Reelsen ⊙                                          | Reelsen ⊙                                          |
| Tunnel |                                                         | Reelsener Tunnel (246 m) ⊙                         | Reelsener Tunnel (246 m) ⊙                         |
| Haltepunkt / Haltestelle | 9,9                                                     | Bad Driburg (Westf) ⊙                              | Bad Driburg (Westf) ⊙                              |
| Blockstelle | 14,6                                                    | Herste (Awanst, ehem. Bf) ⊙                        | Herste (Awanst, ehem. Bf) ⊙                        |
| Brücke | 20,7                                                    | Bundesstraße 252                                   | Bundesstraße 252                                   |
| Blockstelle | 21,7                                                    | Brakel (Kr Höxter) (Awanst)                        | Brakel (Kr Höxter) (Awanst)                        |
| Haltepunkt / Haltestelle | 21,9                                                    | Brakel (ehem. Bf) ⊙                                | Brakel (ehem. Bf) ⊙                                |
| ehemaliger Haltepunkt / Haltestelle | 26,1                                                    | Hembsen ⊙                                          | Hembsen ⊙                                          |
| Bahnhof | 31,9                                                    | Höxter-Ottbergen ⊙                                 | Höxter-Ottbergen ⊙                                 |
| Abzweig geradeaus und nach rechts |                                                         | nach Northeim (Han) (Sollingbahn)                  | nach Northeim (Han) (Sollingbahn)                  |
| ehemaliger Haltepunkt / Haltestelle | 34,3                                                    | Amelunxen West ⊙                                   | Amelunxen West ⊙                                   |
| Haltepunkt / Haltestelle | 36,3                                                    | Höxter-Godelheim ⊙                                 | Höxter-Godelheim ⊙                                 |
| Haltepunkt / Haltestelle | 40,8                                                    | Höxter Rathaus ⊙                                   | Höxter Rathaus ⊙                                   |
| Abzweig geradeaus und ehemals von links |                                                         | ehem. Höxtersche Kleinbahn ⊙                       | ehem. Höxtersche Kleinbahn ⊙                       |
| Dienststation / Betriebs- oder Güterbahnhof | 41,9                                                    | Höxter ⊙                                           | Höxter ⊙                                           |
| ehemaliger Haltepunkt / Haltestelle | 43,0                                                    | Höxter-Corvey ⊙, vrsl. ab 2036                     | Höxter-Corvey ⊙, vrsl. ab 2036                     |
| Brücke über Wasserlauf |                                                         | Weser ⊙Eisenbahnbrücke Höxter                      | Weser ⊙Eisenbahnbrücke Höxter                      |
| Haltepunkt / Haltestelle | 45,1                                                    | Höxter-Lüchtringen ⊙                               | Höxter-Lüchtringen ⊙                               |
| Grenze |                                                         | Landesgrenze Nordrhein-Westfalen – Niedersachsen ⊙ | Landesgrenze Nordrhein-Westfalen – Niedersachsen ⊙ |
| Abzweig geradeaus und ehemals von rechts |                                                         | von Scherfede                                      | von Scherfede                                      |
| Abzweig geradeaus und ehemals nach links |                                                         | Anschluss Hafenbahn                                | Anschluss Hafenbahn                                |
| Bahnhof | 48,9 150,5                                              | Holzminden                                         | Holzminden                                         |
| ehemalige Blockstelle | 147,0                                                   | Allersheim (Bk)                                    | Allersheim (Bk)                                    |
| ehemalige Blockstelle | 145,1                                                   | Bevern (Bk)                                        | Bevern (Bk)                                        |
| ehemalige Blockstelle | 142,1                                                   | Lobach (Bk)                                        | Lobach (Bk)                                        |
| ehemaliger Bahnhof | 139,2                                                   | Deensen-Arholzen (SPNV bis 1987)                   | Deensen-Arholzen (SPNV bis 1987)                   |
| Bahnhof | 135,6                                                   | Stadtoldendorf                                     | Stadtoldendorf                                     |
| ehemalige Blockstelle | 131,7                                                   | Lenne (Bk)                                         | Lenne (Bk)                                         |
| Abzweig geradeaus und ehemals von links |                                                         | von Emmerthal                                      | von Emmerthal                                      |
| Überleitstelle / Spurwechsel | 128,6                                                   | Vorwohle (Üst, ehem. Bf)                           | Vorwohle (Üst, ehem. Bf)                           |
| ehemalige Blockstelle | 124,7                                                   | Mainzholzen (Bk)                                   | Mainzholzen (Bk)                                   |
| ehemaliger Haltepunkt / Haltestelle | 121,1                                                   | Wenzen                                             | Wenzen                                             |
| ehemaliger Bahnhof | 115,3                                                   | Naensen (SPNV bis 1976)                            | Naensen (SPNV bis 1976)                            |
| Tunnel |                                                         | Naenser Tunnel (884 m)                             | Naenser Tunnel (884 m)                             |
| ehemalige Blockstelle | 112,5                                                   | Bruchhof (Bk)                                      | Bruchhof (Bk)                                      |
| Brücke |                                                         | Luhetal-Viadukt                                    | Luhetal-Viadukt                                    |
| ehemaliger Haltepunkt / Haltestelle | 110,4                                                   | Greene                                             | Greene                                             |
| Tunnel |                                                         | Ippenser Tunnel (205 m)                            | Ippenser Tunnel (205 m)                            |
| ehemalige Blockstelle | 108,4                                                   | Ippensen (Bk)                                      | Ippensen (Bk)                                      |
| Brücke über Wasserlauf |                                                         | Leine                                              | Leine                                              |
| Abzweig geradeaus und von rechts |                                                         | Hannöversche Südbahn von Göttingen                 | Hannöversche Südbahn von Göttingen                 |
| Bahnhof | 105,9                                                   | Kreiensen ⊙                                        | Kreiensen ⊙                                        |
| Abzweig geradeaus und nach links |                                                         | Hannöversche Südbahn nach Hannover                 | Hannöversche Südbahn nach Hannover                 |
| Strecke |                                                         | nach Börßum                                        | nach Börßum                                        |
| |                                                         |                                                    |                                                    |
| Quellen: |                                                         |                                                    |                                                    |

Die Bahnstrecke Langeland–Kreiensen ist eine Eisenbahnstrecke in Nordrhein-Westfalen und Niedersachsen. Sie führt durch das Eggegebirge, verläuft weiter entlang des Wesertals südlich von Höxter, quert es und führt dann am Nordrand des Solling entlang. Als Teil der ehemaligen Fernverbindung vom Ruhrgebiet über Altenbeken, Ottbergen, Höxter, Holzminden, Kreiensen und Seesen in Richtung Berlin war die Hauptbahn durchgängig zweigleisig. Östlich von Ottbergen ist sie heute eingleisig.
Der Abschnitt in Nordrhein-Westfalen bis einschließlich Holzminden wird auch als Eggebahn bezeichnet.

## Geschichte
Der Abschnitt von Langeland nach Höxter zusammen mit dem Abschnitt Altenbeken–Langeland der späteren Bahnstrecke Hannover–Altenbeken wurde am 1. Oktober 1864 von der Königlich-Westfälischen Eisenbahn-Gesellschaft, die Verbindung zur Braunschweigischen Südbahn (Herzoglich Braunschweigische Staatseisenbahn) Holzminden–Kreiensen–Braunschweig am 10. Oktober 1865 eröffnet. Um auf Braunschweiger Gebiet zu bleiben, wurde die Stadt Einbeck mit zwei Tunneln und einer langen Steigung umfahren. Ursprünglich war die Strecke als Fernverbindung vom Ruhrgebiet nach Braunschweig und Berlin gedacht. Der Bereich östlich von Ottbergen blieb aber zweitrangig, da er steigungsreich ist und nach 1866 eine Umfahrung des Königreichs Hannover nicht mehr nötig war. Der Abschnitt von Langeland bis Ottbergen wurde mit Fortsetzung über die Sollingbahn und die Südharzstrecke zu einer wichtigen West-Ost-Verbindung nach Göttingen, Halle (Saale) und Leipzig. Die Strecke verlor durch die Teilung Deutschlands nach 1945 im Laufe der Jahrzehnte an Bedeutung, da sich die Verkehrsströme mehr in Nord-Süd-Richtung verlagerten.
Noch in den 1980er Jahren gab es zwischen Altenbeken und Höxter durchgehende Kurswagen, die in Altenbeken Schnellzügen übergeben wurden. In den 1990er Jahren wurden über die Strecke nach Ottbergen auch durchgehende Züge nach Nordhausen in Thüringen geführt. Der teilweise durchgehende Betrieb Paderborn–Holzminden–Kreiensen endete mit der Betriebsübergabe an die NordWestBahn im Dezember 2003. Bis dahin galt für die gesamte Strecke bis Kreiensen die Kursbuchnummer 355. Nach der erneuten Ausschreibung des Nahverkehrsbetriebes zum Fahrplanwechsel im Dezember 2013 hat die NordWestBahn auch den Betrieb des Abschnittes Holzminden–Kreiensen übernommen. Seitdem verkehren die Züge überwiegend durchgängig. Auch im Kursbuch sind die beiden Streckenabschnitte wieder gemeinsam unter der Nummer 404 aufgeführt.
In den 2010er-Jahren bestand die Erwägung, den Abschnitt Langeland–Ottbergen als Alternative zur Kurve Kassel für den Schienengüterverkehr wieder in seiner Kapazität auszubauen (Elektrifizierung, Errichtung von Überholgleisen in den Bahnhöfen Brakel und Höxter-Ottbergen). Diese wurde aus Unwirtschaftlichkeit zurückgestellt.
Die Strecke ist heute von Langeland bis Ottbergen sowie zwischen Stadtoldendorf und Vorwohle zweigleisig. Sie wird seit Oktober 2008 von einem elektronischen Stellwerk in Göttingen ferngesteuert. Mit der Modernisierung wurden alle Bahnhöfe zwischen Langeland und Ottbergen zu Haltepunkten zurückgebaut und in dem Abschnitt die Weichen zum Wechsel zwischen den beiden Richtungsgleisen entfernt. So führte Ende 2023 ein aufgeweichter Bahndamm auf 50 Metern bei Hembsen dazu, dass Züge fast 30 Kilometer mit großen Verspätungen per Befehl im Gegengleis fahren mussten und ein Stundentakt nicht mehr aufrechterhalten werden konnte.
2021 wurde der Bahnhof Stadtoldendorf modernisiert und der Mittelbahnsteig entfernt. Nur an Gleis 2 ist noch ein Bahnsteig vorhanden, sodass Zugkreuzungen nur noch ohne Halt eines Zuges möglich sind. Dieser Bahnsteig wurde modernisiert und auf 76 cm erhöht. 2024 folgte die Modernisierung des Bahnhofes Holzminden.

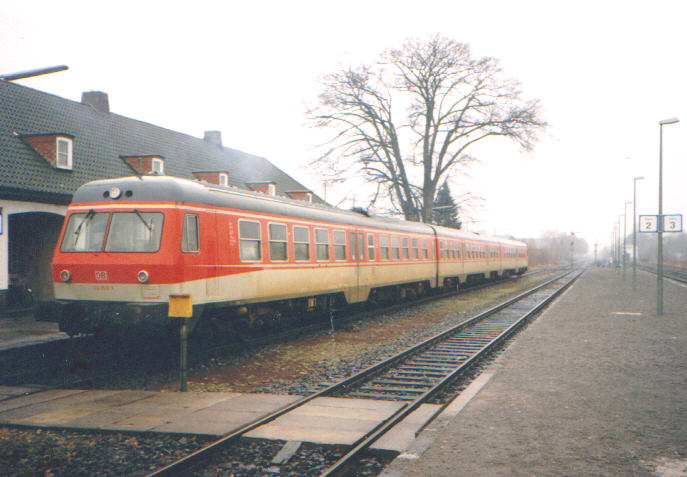
Regionalbahn Ottbergen–Kreiensen: in Pop-Farben lackierter Triebwagenzug der Baureihe 614 Mitte der 1990er Jahre im Bahnhof Ottbergen
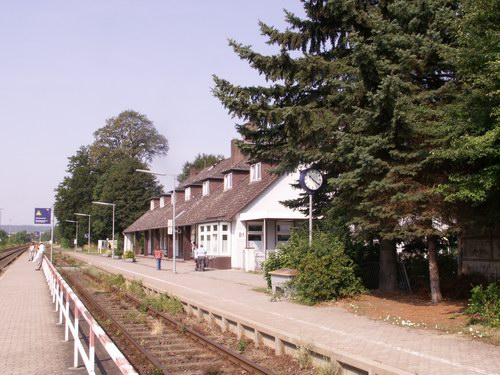
Der Bahnhof Brakel
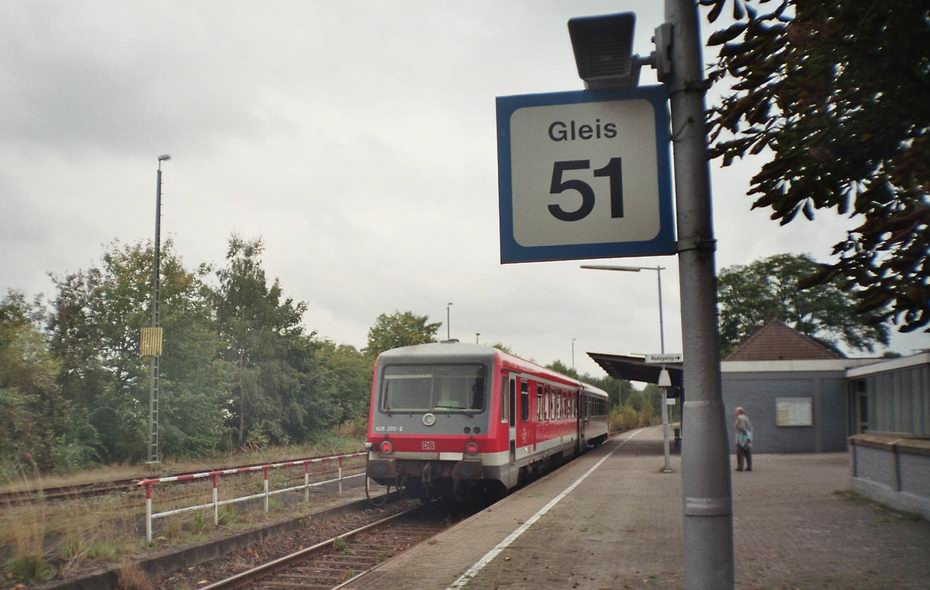
Bahnhof Höxter-Ottbergen
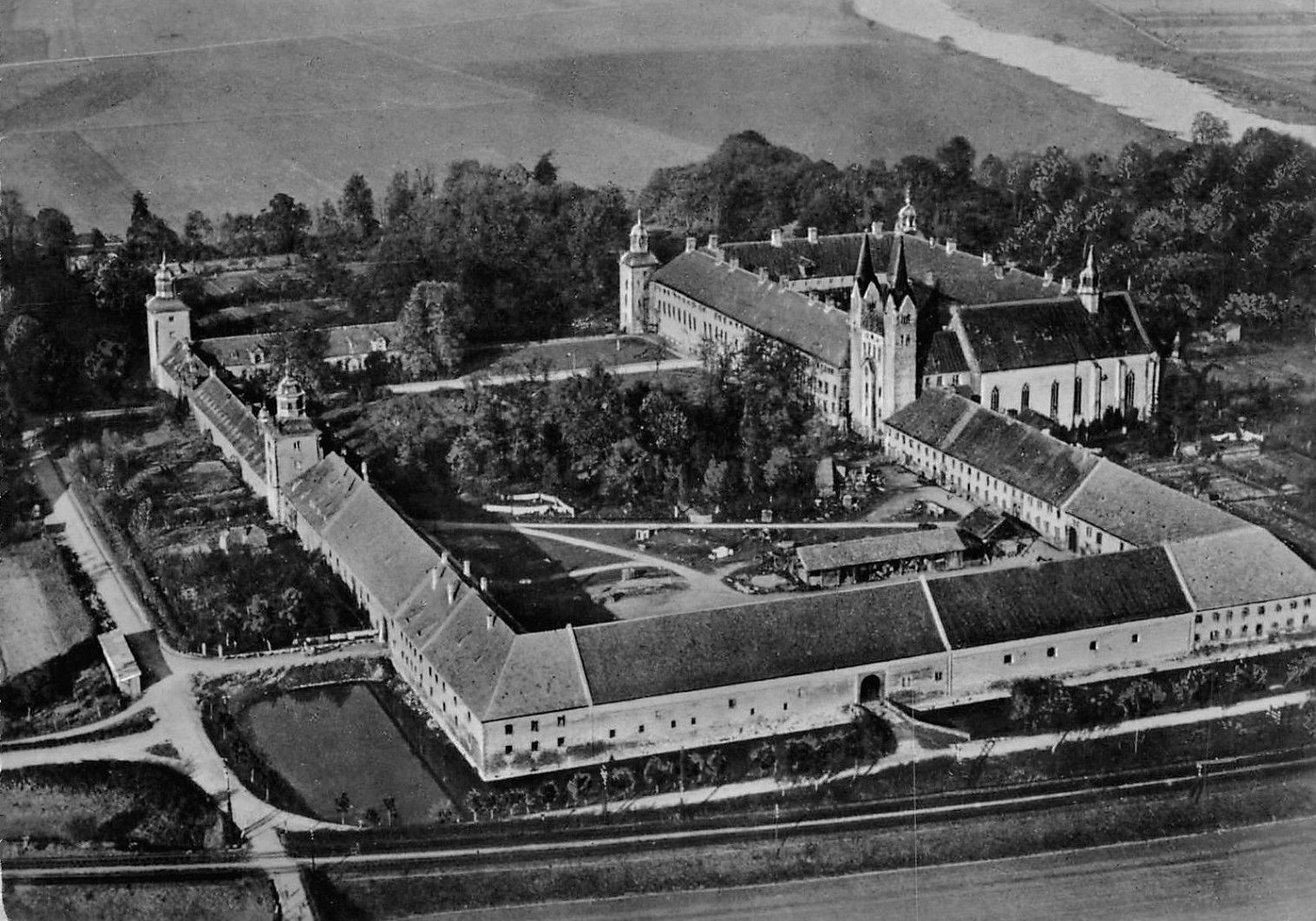
Bahnabschnitt südlich des Schlosses Corvey (ganz unten), aufgenommen 1925/1930
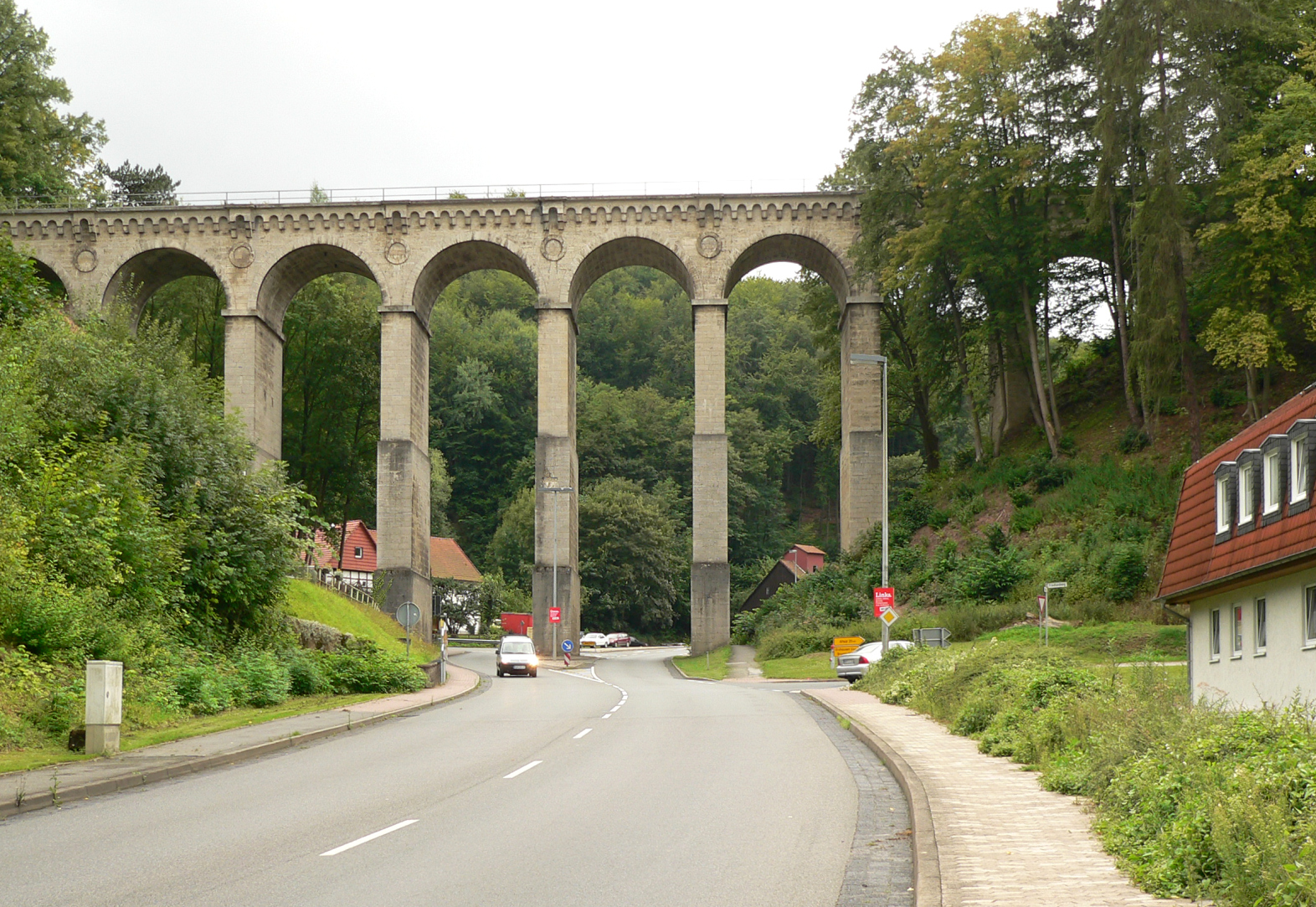
Luhetal-Viadukt bei Greene

## Bedienungsangebot

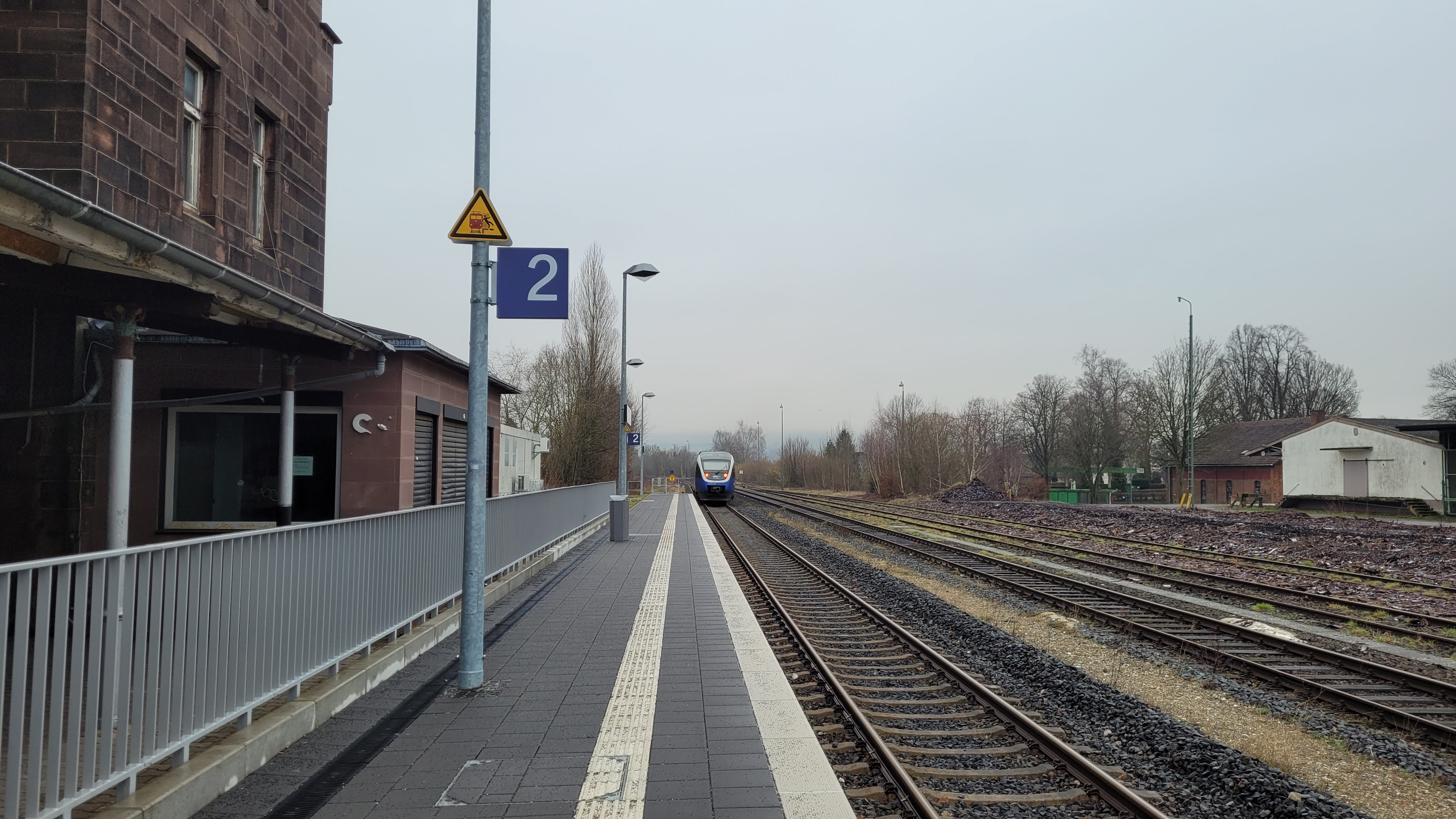
NordWestBahn im Bahnhof Stadtoldendorf, 2023.

### Personenverkehr
Zwischen Dezember 2003 und Dezember 2013 war der Nahverkehr auf der Strecke in Holzminden in zwei Abschnitte geteilt. Zwischen Paderborn und Holzminden in die RB 84 „Egge-Bahn“, die von der NordWestBahn im Stundentakt betrieben wurde. Die Linie wurde in Paderborn über die RB 74 „Senne-Bahn“ nach Bielefeld durchgebunden. Östlich von Holzminden verkehrte DB Regio bis Dezember 2005 mit Triebwagen der Baureihe 628, später dann mit LINT-Triebwagen im Zweistundentakt mit einzelnen Verstärkerzügen. Die meisten Verbindungen fuhren bis Dezember 2005 weiter über die Bahnstrecke Börßum–Kreiensen nach Braunschweig. Mit einer Neuordnung des Linienkonzeptes in der Harz-Weser-Region wurde die Durchbindung ab Seesen nach Bad Harzburg umverlegt.
Mit dem Fahrplanwechsel am 15. Dezember 2013 wurden beide Linien im Rahmen des OWL-Dieselnetzes zu der Linie RB 84 Paderborn–Ottbergen–Kreiensen vereint und von der NordWestBahn übernommen. Die Linie verkehrt im Abschnitt Paderborn–Holzminden weiter im Stundentakt. Der Streckenabschnitt östlich von Holzminden wird nur im Zweistundentakt mit einzelnen Verstärkern betrieben.
Durchgeführt wird der Schienenpersonennahverkehr von der NordWestBahn, die Talent-Triebwagen für Geschwindigkeiten bis zu 120 km/h einsetzt; die Strecke erlaubt überwiegend 100 km/h. Die Reisegeschwindigkeit beträgt 66 km/h.
Im Dezember 2015 wurde in Ottbergen ein Flügelzugkonzept mit den Linien RB 84 Kreiensen–Holzminden–Paderborn und RB 85 Ottbergen–Göttingen eingeführt. Die Fahrgäste können seither sowohl von Göttingen als auch von Kreiensen umsteigefrei nach Paderborn fahren. Zur Umsetzung der Maßnahme musste erst der Bahnhof Höxter-Ottbergen umgebaut und eine Beifahranlage sowie entsprechende Gleisverbindungen errichtet werden. Mit der Umsetzung dieser Maßnahmen wurde im Rahmen der „Modernisierungsoffensive 2“ (MOF 2) im September 2014 begonnen.
Zwischen 2018 und 2022 wurde im Abschnitt Holzminden – Kreiensen die Landesbuslinie 500 eingerichtet, um für Holzminden eine stündliche Anbindung an die Landeshauptstadt Hannover herzustellen und das zweistündliche Bahnangebot zu verdichten. Die Linie wurde 2022 eingestellt, nachdem sich der Landkreis Holzminden nicht mit 175.000 Euro an der Linie beteiligte.
Für den gesamten öffentlichen Personennahverkehr gilt
- in Nordrhein-Westfalen der Westfalentarif und der NRW-Tarif,
- in Niedersachsen der Tarif des Verkehrsverbundes Süd-Niedersachsen.

### Güterverkehr
Der Abschnitt Langeland–Ottbergen hatte einst zusammen mit der anschließenden Sollingbahn und Südharzstrecke als kürzeste Verbindung zwischen dem Rhein-/Ruhrgebiet und dem Raum Halle/Leipzig erhebliche Bedeutung für den durchgehenden Güterverkehr und wurde ab den 30er Jahren zu einer der wichtigsten deutschen Ost-West-Verbindungen im Güterverkehr. Mit der deutschen Teilung nahm diese Bedeutung jedoch zunehmend ab und in den 80er Jahren wurde der planmäßige durchgehende Güterverkehr eingestellt. Seitdem gibt es, abgesehen von wenigen einzelnen Zügen als Umleiter oder Sonderleistung, keinen durchgehenden Güterverkehr auf der Strecke mehr.
Der Abschnitt Ottbergen–Kreiensen konnte hingegen nie eine wesentliche Bedeutung im Güterverkehr erlangen, da, vor allem aufgrund der starken Steigungen zwischen Holzminden und Kreiensen, der durchgehende Güterverkehr zwischen den Ruhrgebiet und dem Raum Hannover/Braunschweig schon bald die Strecke Altenbeken–Hannover oder die Stammstrecke der Köln-Mindener Eisenbahn-Gesellschaft über Hamm und daran anschließend die Bahnstrecke Minden–Hannover bevorzugte.
Der örtliche Güterverkehr ist heute ebenfalls weitgehend eingestellt. Das Freiladegleis in Stadtoldendorf wurde auf Betreiben der Niedersächsischen Landesforsten 2012 wieder in Betrieb genommen, um Holz verladen zu können, dieses wird aber nur sporadisch genutzt. Weiterhin befindet sich westlich von Stadtoldendorf ein Entladegleis für Rea-Gips für die ortsansässigen Gipswerke. Die Bedienung findet derzeit durch die DB Cargo dreimal wöchentlich statt. Bespannt werden die Züge mit Diesellokomotiven der Baureihe 261. Aufgrund der hohen Zugmassen und der langen Steigung bei Greene wird meistens eine Schiebelokomotive der Baureihe 212 der Ilmebahn mitgeführt. Außerdem fährt etwa alle zwei Wochen ein Ölzug nach Brakel, um ein dort ansässiges Tanklager zu beliefern. Dieser wird momentan von der EVB/MWB bedient.
Vor allem in Holzminden gab es früher umfangreichen Güterverkehr. Wichtige Güterkunden waren die Hafenbahn in Holzminden, die früher dem Umschlag zwischen Bahn und Binnenschiffen auf der Weser und später der Anbindung eines Getreidesilos diente, seit September 2003 aber nicht mehr genutzt und bald darauf abgebaut wurde, sowie das Militär, das auch heute noch sporadisch Militärzüge in Holzminden beladen lässt. Die Anschlussgleise zu dem Unternehmen Symrise und der dahinter liegenden Bundesmonopolverwaltung für Branntwein wurde im Sommer 2008 abgebaut. Seitdem gibt es in Holzminden an Güterumschlag neben gelegentlichen Militärzügen nur noch Holzverladung.

## Zukunft

### Infrastruktur
Mit der Neuausschreibung des OWL Dieselnetzes plante die LNVG ab 2014 das Angebot zwischen Holzminden und Kreiensen zum Stundentakt zu verdichten. Aufgrund der teils eingleisigen Infrastruktur und zu erreichenden Anschlüssen in Kreiensen und Altenbeken ließ sich ein Stundentakt nicht zum gewünschten Zeitpunkt umsetzen. Daher wurden in der Folgezeit unterschiedliche Ausbaukonzepte zur Realisierung eines Stundentaktes untersucht. Finanzierungsstreitigkeiten zwischen den Ländern NRW und Niedersachsen, sowie eine Änderung der Antriebstraktionsart der Fahrzeuge führten dazu, dass die Lage von Ausbauabschnitten entlang der Strecke mehrfach verändert und neu untersucht werden mussten. Um Verbesserungen ohne Finanzierung des Landes NRW umsetzen zu können, wurden frühere Überlegungen zur Wiedererrichtung der Betriebsstation Deensen-Arholzen als Kreuzungsbahnhof und die Beschleunigung der Strecke bis Altenbeken verworfen. Der Ausbau soll nun auf den niedersächsischen Abschnitt zwischen Holzminden und Kreiensen konzentriert werden.
Im Jahr 2023 wurde durch LNVG und der Deutschen Bahn bekanntgegeben, dass die Strecke abschnittsweise für eine Geschwindigkeit von bis zu 140 km/h ausgebaut werden soll, um die Reisezeit zwischen den Bahnhöfen Kreiensen und Holzminden von derzeit 33 auf 26 Minuten zu reduzieren und somit neben verbesserten Anschlüssen in Kreiensen auch einen regelmäßigen Stundentakt mit Kreuzung in Holzminden zu ermöglichen. Für den Ausbau werden Kosten in Höhe von 20 Millionen Euro veranschlagt, die zum Großteil aus GVFG-Mitteln des Bundes finanziert werden sollen.  Dieser Ausbau soll planmäßig bis Ende 2029 fertiggestellt sein. Langfristig wird für den Zeitraum bis 2040 überprüft, den Streckenabschnitt von Langeland bis Höxter-Ottbergen für eine Höchstgeschwindigkeit von 120 km/h auszubauen. Der Ausbau ist zur Realisierung eines Halbstundentaktes zwischen Paderborn und Holzminden erforderlich.
Für den Abschnitt Höxter Rathaus – Holzminden ist bis 2031 die Elektrifizierung mit einer Oberleitung für den Einsatz von Akkumulatortriebwagen (BEMU) geplant.

### Zusätzliche Halte
Der Zweckverband Nahverkehr Westfalen-Lippe (NWL) führte 2023 eine Potentialuntersuchung zur Neueinrichtung von Stationen in seinem Verbandsgebiet durch. Dabei wurden auch die möglichen neuen Stationen Höxter Corvey und Bad Driburg-Reelsen an dieser Strecke untersucht. Die Station Höxter Corvey wurde dabei in die Gruppe mit sehr hohem Potential eingeordnet und ließe sich in den Fahrplan des Zielnetzes 2032 integrieren. Es wurden Kosten von rund 2 Millionen Euro und rund 200 Fahrgastwechsel pro Tag prognostiziert. Die Station Bad Driburg-Reelsen wurde in die Gruppe geringes bis mittleres Potential eingruppiert und ist ebenfalls in den Fahrplan des Zielnetzes 2032 integrierbar. Dabei wurden zwei Varianten betrachtet. Zum einen die Reaktivierung der 1987 stillgelegten Bahnsteige am Bahnübergang Bembürener Weg außerhalb der Bebauung. Hier werden Kosten von rund 4 Millionen Euro und rund 50 Fahrgastwechsel pro Tag prognostiziert. Als weitere Variante wurde ein Neubau des Haltes nahe der Bebauung an der Eisenbahnüberführung über der Herkestraße untersucht. Hier werden Kosten von 6,2 Millionen Euro und rund 125 Fahrgastwechsel pro Tag prognostiziert. Die Errichtung der neuen Station bei Höxter-Corvey wurde für den ÖPNV-Bedarfsplan des Landes NRW angemeldet, wobei mit einer Inbetriebnahme im Jahr 2036 gerechnet wird.

### Nahverkehr
Bis Ende 2029 ist für den Abschnitt Holzminden – Kreiensen die Bestellung des Stundentakts vorgesehen. Zugleich soll die Linie RB 84 Paderborn – Kreiensen über Seesen und Goslar bis Bad Harzburg verlängert werden, indem sie mit der Linie RB 82 Kreiensen – Bad Harzburg vereinigt wird. Die bisher bestehenden Anschlüsse der RB 82 nach Göttingen entfallen und werden vollständig durch den RE 2 ersetzt.
Da der Streckenabschnitt Paderborn – Ottbergen im Jahr 2018 eine Querschnittsnachfrage von 2000 Fahrgästen pro Tag überschritten hat, plant der NWL gemäß den Vorgaben seines Nahverkehrsplans, das Angebot auf einen Halbstundentakt in den Hauptverkehrszeiten zu verdichten. Die zusätzlichen Züge sollen dabei bis Holzminden verkehren, da der weitere Abschnitt nur knapp unter den geforderten Fahrgastzahlen liegt. Da zwischen Ottbergen und Holzminden nur Kreuzungen am Bahnhof Höxter möglich wären, kann kein minutengenauer Halbstundentakt angeboten werden. Auch würde die Taktverschiebung vor Altenbeken noch weiter erhöht, da die Trasse zuvor durch die Linien S 5 und RB 72 belegt ist. Der NWL plante ab dem Fahrplanwechsel im Dezember 2020 Verdichterfahrten einzuführen, was letztendlich nicht realisiert wurde. Drei Zugpaare an Wochenenden und Feiertagen wurden während der Landesgartenschau 2023 umgesetzt.
Im Rahmen einer Angebotskonzeption zur Umsetzung einer „S-Bahn OWL“ wurde ein Stufenkonzept entwickelt, um das Angebot auf der Strecke zu verbessern. Die Konzeption sieht vor einen stündlichen Flügelzug Paderborn – Kreiensen/Göttingen mit Zugteilung in Ottbergen umzusetzen. Zusätzlich soll eine stündliche Verbindung Paderborn – Holzminden ohne Flügelung verkehren. In der Vorstufe können die beiden Züge aufgrund infrastruktureller Zwänge nur im Abstand von 15 Minuten fahren. Ein Halbstundentakt zwischen Paderborn und Holzminden kann erst mit zusätzlichen zweigleisigen Abschnitten und Geschwindigkeitsanhebungen realisiert werden. Ebenso ist ein Ausbau des Hauptbahnhofes in Paderborn erforderlich.